# 麻地会乡
麻地会乡，是中华人民共和国山西省吕梁市方山县下辖的一个乡镇级行政单位。2021年5月28日，撤销麻地会乡、积翠乡，合并设立积翠镇。

## 行政区划
麻地会乡下辖以下地区：
麻地会村、焦家峪村、后则沟村、胡堡村、运庄村、韩家沟村、西坡村、大西沟村、石湾村、赵庄村、水沟湾村、庄上村、郝家庄村、桦林庄村、冯家庄村和阳圪台村。